# Couches
Cet article concerne la commune française. Pour le mot « couche » au singulier, voir Couche.
Couches est une commune française située dans le département de Saône-et-Loire, en région Bourgogne-Franche-Comté. La commune s'est appelée Couches-les-Mines de 1853 à 1955.

## Géographie

### Localisation
Couches se situe à environ 30 km de Chalon-sur-Saône, 25 km d'Autun et 15 km du Creusot.C'est un village viticole et agricole.
De la commune de Couches dépendent trois hameaux réunis sous le terme générique de « Montagnes de Couches » : Éguilly, les Foisons et Origny.

### Géologie et relief
La commune est située sur la côte couchoise, entre les monts du Morvan et la côte chalonnaise. Couches, qui a une superficie de vingt kilomètres carrés, est une des communes les plus vastes de France. L'altitude de Couches va de 231 à 466 mètres.

### Hydrographie
La commune est traversée par les ruisseaux de la Creuse, de Corcelles, et de Bouhy.

### Climat
Pour des articles plus généraux, voir Climat de la Bourgogne-Franche-Comté et Climat de Saône-et-Loire.
En 2010, le climat de la commune est de type climat océanique dégradé des plaines du Centre et du Nord, selon une étude du Centre national de la recherche scientifique s'appuyant sur une série de données couvrant la période 1971-2000. En 2020, Météo-France publie une typologie des climats de la France métropolitaine dans laquelle la commune est exposée à un climat océanique altéré et est dans une zone de transition entre les régions climatiques « Lorraine, plateau de Langres, Morvan » et « Bourgogne, vallée de la Saône ».
Pour la période 1971-2000, la température annuelle moyenne est de 10,5 °C, avec une amplitude thermique annuelle de 17,3 °C. Le cumul annuel moyen de précipitations est de 902 mm, avec 11,5 jours de précipitations en janvier et 7,7 jours en juillet. Pour la période 1991-2020, la température moyenne annuelle observée sur la station météorologique de Météo-France la plus proche, « St-Maurice-lès-Couches_sapc », sur la commune de Saint-Maurice-lès-Couches à 2 km à vol d'oiseau, est de 11,5 °C et le cumul annuel moyen de précipitations est de 803,5 mm. 
La température maximale relevée sur cette station est de 40,4 °C, atteinte le 12 août 2003 ; la température minimale est de −16,7 °C, atteinte le 20 décembre 2009,,.
Les paramètres climatiques de la commune ont été estimés pour le milieu du siècle (2041-2070) selon différents scénarios d'émission de gaz à effet de serre à partir des nouvelles projections climatiques de référence DRIAS-2020. Ils sont consultables sur un site dédié publié par Météo-France en novembre 2022.

### Accès et transports
* par la route : la D 978, qui va d'Autun à Chalon, passe par Couches. L'autoroute A6 est à 27 km.
* par le train : une gare se trouve à 5 km. La gare TGV est à 20 km.
* par  le bus : la ligne de bus qui relie Chalon-sur-Saône à Autun passe à Couches.

## Urbanisme

### Typologie
Au 1er janvier 2024, Couches est catégorisée bourg rural, selon la nouvelle grille communale de densité à sept niveaux définie par l'Insee en 2022.
Elle est située hors unité urbaine et hors attraction des villes,.

### Occupation des sols
L'occupation des sols de la commune, telle qu'elle ressort de la base de données européenne d’occupation biophysique des sols Corine Land Cover (CLC), est marquée par l'importance des territoires agricoles (83,6 % en 2018), en augmentation par rapport à 1990 (82,2 %). La répartition détaillée en 2018 est la suivante : prairies (55,1 %), zones agricoles hétérogènes (19,5 %), forêts (12,5 %), terres arables (4,9 %), cultures permanentes (4,1 %), zones urbanisées (3,9 %). L'évolution de l’occupation des sols de la commune et de ses infrastructures peut être observée sur les différentes représentations cartographiques du territoire : la carte de Cassini (XVIIIe siècle), la carte d'état-major (1820-1866) et les cartes ou photos aériennes de l'IGN pour la période actuelle (1950 à aujourd'hui).

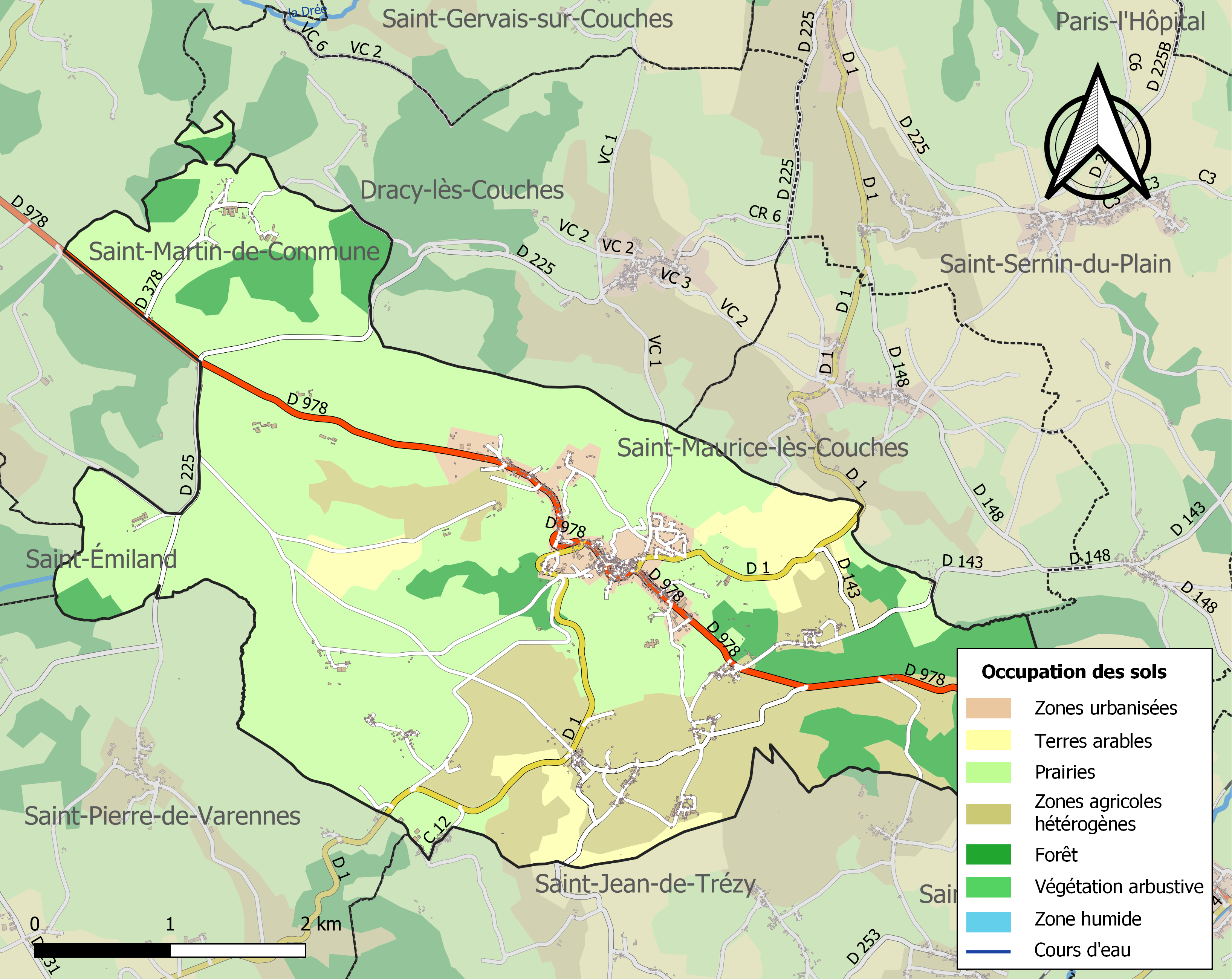
Carte des infrastructures et de l'occupation des sols de la commune en 2018 (CLC).

## Toponymie
843 « Colticas » (Regesta Imperii I,2,1, no.366)

## Histoire

### Antiquité
L'histoire de Couches est très ancienne, elle remonte à l’époque néolithique, avec les sept menhirs d'Epoigny, qui est un des plus importants sites mégalithiques de Bourgogne. Ces menhirs, presque tous relevés lors de la restauration, portent des gravures.
Couches était, à l'époque romaine, une agglomération importante sur la voie romaine conduisant de Lyon au Bassin parisien, en passant par Chalon et Autun.
Sur le plan cadastral de 1813, au B nos 1 à 10, figure une Croix de la Maladière, terres en bordure de la voie romaine d'Autun à Châlons-sur-Saône au nord-ouest de Couches ; la terre voisine portant le nom de  Bains Bénits, de nombreux tessons de céramiques dans le voisinage attestent qu'il y avait là des vestiges gallo-romains.

### Moyen Âge
C'est en 731 que les musulmans dévastèrent la ville, probablement lors du sac d’Autun.
Une abbaye est fondée au VIIIe siècle. Elle est soumise aux attaques et vexations des seigneurs du voisinage et est rattachée en 1026 à l'abbaye de Flavigny et réduite en prieuré. Les seigneurs renouvellent leurs attaques contre les moines pour accroître leurs propres domaines. L’abbé de Flavigny place alors la ville de Couches sous la garde royale.
En 1285, le duc Robert II de Bourgogne est inféodé par le roi Philippe le Bel de tous les droits royaux sur Couches, y compris la garde du prieuré. Les habitants de Couches protestent alors contre cet abandon royal des droits sur Couches.
En 1295, par lettres royales, il est décidé que le duc conserverait la garde du prieuré et la moitié des droits de justice mais le roi gardait ses droits sur la ville et maintenait ses officiers. La ville de Couches est devenue une enclave royale.
La terre de Couches est divisée au XIIe siècle en deux territoires distincts :
- Couches en royauté, placée sous la protection du roi comprenant l’église paroissiale, l’hôpital, le prieuré Saint-Georges et la plus grande partie du bourg. La ville appartient au bailliage de Mâcon, puis à celui d’Autun.
- Couches en duché, placée sous la suzeraineté du duc de Bourgogne. Cette zone appartient au bailliage de Montcenis, qui fut supprimé par lettres patentes le 16 septembre 1477 et réuni à celui d'Autun. Couches en duché était, du point de vue territorial moins important que Couches en royauté, bien que les comtes et barons liés aux ducs de Bourgogne aient réussi à enlever une bonne partie des terres aux moines du prieuré.

### Période moderne
Le château est confié à la garde d'un capitaine : Antoine de Digoine à la fin du XVe, Philibert Poulet en 1590.
Au XVIe siècle, Couches possède des halles. De nombreux marchands vivent en ville.
Au XVIIe siècle, la ville d’Autun qui venait de confier aux jésuites la direction de son collège, voulut acquérir le prieuré de Couches, trop éloigné de Flavigny pour être facilement administré par cette abbaye. L’abbé de Flavigny consentit l’union du prieuré au collège d'Autun moyennant d’importantes compensations financières.
À la fin du XVIIe siècle, Couches se distinguait par une communauté protestante relativement importante : 87 personnes en 1685, au moment de la révocation de l'Édit de Nantes. Pour la plupart, ses membres durent émigrer, entre autres la famille Le Sage, qui s'installa en Suisse et au Danemark.

### Période contemporaine
1955 : la commune, dénommée « Couches-les-Mines » depuis 1853, change de nom et devient « Couches ».

## Politique et administration

### Administration municipale
Couches dépend de la sous-préfecture de Saône-et-Loire à Autun. Le conseil municipal est composé de 15 membres conformément à l’article L2121-2 du Code général des collectivités territoriales. À l'issue des élections municipales de 2008, Albert Bondoux a été élu maire de la commune.

### Listes des maires
| Période                                  | Période   | Identité               | Étiquette   | Qualité                                                      |
| ---------------------------------------- | --------- | ---------------------- | ----------- | ------------------------------------------------------------ |
| maire en 1871                            | ?         | Jacques Isidore Martin | Républicain | Notaire, conseiller général du canton de Couches (1871-1874) |
| maire en 1962                            | ?         | Georges Carthieux      | Rad.        | Conseiller général du canton de Couches (1964-1982)          |
| mars 2001                                | mars 2008 | Daniel Petit           |             |                                                              |
| mars 2008                                | mars 2014 | Albert Bondoux         |             |                                                              |
| mars 2014                                | en cours  | Emile Leconte          |             |                                                              |
| Les données manquantes sont à compléter. |           |                        |             |                                                              |

### Canton et intercommunalité
Cette commune est le chef-lieu de ce canton, comptant 6 758 habitants en 1999. En intercommunalité, ce village fait partie de la communauté de communes autour du Couchois. Bernard Dessendre est conseiller général de ce canton depuis 1982.

### Instance judiciaire et administrative
Dans le domaine judiciaire, la commune dépend aussi[Quoi ?] de la commune de Chalon-sur-Saône qui possède un tribunal d'instance et un tribunal de grande instance, d'un tribunal de commerce et d'un conseil des prud'hommes. Pour le deuxième degré de juridiction, elle dépend de la cour d'appel et de la cour administrative d'appel de Dijon.

### Jumelages
- Wallerstein (Allemagne).

## Population

### Démographie
Ses habitants portent le nom de Couchois.

#### Évolution démographique
L'évolution du nombre d'habitants est connue à travers les recensements de la population effectués dans la commune depuis 1793. Pour les communes de moins de 10 000 habitants, une enquête de recensement portant sur toute la population est réalisée tous les cinq ans, les populations de référence des années intermédiaires étant quant à elles estimées par interpolation ou extrapolation. Pour la commune, le premier recensement exhaustif entrant dans le cadre du nouveau dispositif a été réalisé en 2006.

En 2022, la commune comptait 1 211 habitants, en évolution de −11,09 % par rapport à 2016 (Saône-et-Loire : −1,06 %, France hors Mayotte : +2,11 %).
| 1793  | 1800  | 1806  | 1821  | 1831  | 1836  | 1841  | 1846  | 1851  |
| ----- | ----- | ----- | ----- | ----- | ----- | ----- | ----- | ----- |
| 1 515 | 1 277 | 2 751 | 2 587 | 2 647 | 3 080 | 3 050 | 2 850 | 2 860 |

| 1856  | 1861  | 1866  | 1872  | 1876  | 1881  | 1886  | 1891  | 1896  |
| ----- | ----- | ----- | ----- | ----- | ----- | ----- | ----- | ----- |
| 2 768 | 2 844 | 2 778 | 2 861 | 2 787 | 2 906 | 2 823 | 2 754 | 2 618 |

| 1901  | 1906  | 1911  | 1921  | 1926  | 1931  | 1936  | 1946  | 1954  |
| ----- | ----- | ----- | ----- | ----- | ----- | ----- | ----- | ----- |
| 2 518 | 2 432 | 2 178 | 1 882 | 1 815 | 1 743 | 1 748 | 1 572 | 1 734 |

| 1962  | 1968  | 1975  | 1982  | 1990  | 1999  | 2006  | 2011  | 2016  |
| ----- | ----- | ----- | ----- | ----- | ----- | ----- | ----- | ----- |
| 1 702 | 1 579 | 1 568 | 1 532 | 1 457 | 1 409 | 1 488 | 1 477 | 1 362 |

| 2021  | 2022  | - | - | - | - | - | - | - |
| ----- | ----- | - | - | - | - | - | - | - |
| 1 248 | 1 211 | - | - | - | - | - | - | - |

## Société

### Santé
La commune possède un centre de rééducation (nommé Mardor).

### Manifestations culturelles et festivités
- Fête de la Vivre : fête médiévale qui se déroule tous les vingt ans. La légende remonte à 1328. La première édition moderne a eu lieu en 1888[26]. La dernière a eu lieu les 23, 24 et 25 août 2008 et a attiré plus de 30 000 personnes. La « Vivre » est un animal fabuleux (sorte de dragon) qui semait la terreur au Moyen Âge[27]. La fête comprend des reconstitutions historiques, des défilés de chars, des groupes musicaux et animations et, pendant le défilé du premier jour, une distribution (à volonté) de vin blanc (que chaque participant reçoit dans un pichet dédié vendu pendant la fête), tout cela ayant lieu dans un cadre médiéval. La fête est organisée par des habitants de tout le Couchois. La fête a célébré son centenaire lors de la session d'août 1988[28]. La prochaine session doit se tenir en 2028, soit 700 ans après le commencement de la légende.
- Jazz à Couches : festival de jazz qui se déroule chaque été début juillet depuis 1986[29],[30].
- La Fête de l'Oiseau est organisée chaque année par l'association « Les Chevaliers de l’Arquebuse », créée en 1427[réf. souhaitée].

### Sports
Le territoire de la commune offre de nombreuses randonnées grâce à ses sentiers pédestres (comme le circuit des lavoirs). On peut aussi pratiquer du VTT, du tennis et louer des vélos.
La ville possède une équipe de rugby à XV évoluant actuellement (juin 2022) en Fédérale 3.

## Économie

Les vignobles de la côte chalonnaise et du couchois.

Au XIXe siècle, des mines de fer étaient exploitées à Couches par la société Schneider pour ses usines du Creusot. Cette activité remontait au dernier quart du XVIIIe siècle et se concentrait au hameau de Chalencey.
La commune possède des vignobles qui produisent des vins d'Appellation d'Origine Contrôlée. La viticulture compte l’appellation Bourgogne-côtes-du-couchois. Les principales activités des entreprises locales sont la culture et la production animale, les activités immobilières, les travaux de construction spécialisés, les activités pour la santé humaine et l'hébergement.

## Culture locale et patrimoine

### Lieux et monuments
- Le château de Couches. Il date du XIIIe siècle. Une légende raconte que la reine Marguerite de Bourgogne, répudiée par Louis X le Hutin, en 1315, serait venue s'y installer. Le château comprend notamment un donjon massif, un pont-levis et des galeries souterraines. Une chapelle gothique a été construite au XVe siècle par Claude de Montaigu. alors chambellan du duc de Bourgogne. Le château fort est devenu une demeure d’agrément.
- L'église Saint-Martin de Couches a été érigée en 1480 sur les vestiges d'une église romane. On peut admirer ses boiseries de la fin de XVIIe siècle ainsi que ses portails et vitraux de style gothique flamboyant. L’intérieur de l'église a été restauré en 1840. Y est notamment visible une Crucifixion, huile sur toile datant de 1646, protégée au titre des Monuments historiques, sur laquelle se reconnaissent aisément Jeanne de Chantal et François de Sales en compagnie de visitandines[32].
- Les 7 menhirs d'Époigny datent de la période néolithique. Ce site est l'ensemble mégalithique le plus important de Bourgogne.
- Le château de la Tour Guérin a été construit pour les soldats du roi à la suite du traité de 1186 qui donnait aux moines du prieuré la protection royale. Le bâtiment a été refait au XVe siècle et la toiture en tuiles vernissées réalisée au XIXe siècle. Le fief, qui ne régnait que sur la maison, a été la propriété de la famille autunoise de Montagu du milieu du XVIe siècle jusqu'à la Révolution. Elle en conserve les titres.
- Le château de Montpatey.
- Le prieuré de Couches appelé prieuré Saint-Georges. Au départ c'était un monastère qui datait du IXe siècle, qui est ensuite devenu une abbaye avant d'être transformé en prieuré (antenne de l'Abbaye Saint-Pierre de Flavigny-sur-Ozerain) en 1098. L’église a été consacrée en 1496 par Antoine de Chalon. Le prieuré a ensuite servi en 1620 comme résidence d’été des jésuites d'Autun. Les jésuites durent quitter les lieux en 1792, à la suite de leur interdiction d'enseigner. L'une des particularités de l'édifice est son chevet, qui consiste en une abside qui était autrefois jouxtée de part et d'autre par deux absidioles (les absidioles nord ont été détruites en 1826, lors de la construction de la mairie)[33].
- La maison des Templiers date de 1610. Elle doit son nom à son utilisation comme lieu de culte par les protestants à la suite de la révocation de l’édit de Nantes.
- La tour Bajole, construite au XIIe siècle, abrite actuellement un restaurant. L’expression « Bajole » viendrait soit de Bayulus qui désignait un officier de justice royale soit de Bezola nom d’un ventier du prieuré. Elle s'est appelée au cours du temps maison Saint-Louis, maison Sarotte, Lanot et la tour aux Ventiers.
- Le Vieil Hôpital qui servit jusqu'en 1816, et fut desservi à compter du 29 juillet 1732 par des sœurs de Sainte-Marthe (Beaune). À l'origine, il avait été construit en 1565 pour loger le pasteur jusqu'à la révocation de l’édit de Nantes en 1685.
- Le château de Mardor, XVIIIe – XIXe siècles, ancienne résidence de la famille de Montagu. La propriété est acquise en 1916 par Martine de Béhague, comtesse de Béarn (1870-1939), figure de la haute société parisienne et célèbre collectionneuse d'art, pour créer un centre médical au profit des tuberculeux de la guerre. Elle l'offre à la Croix-Rouge en 1919 avec une dotation importante. L’œuvre médicale de Mardor subsiste sous différentes formes durant tout le XXe siècle et est toujours propriété de la Croix Rouge.

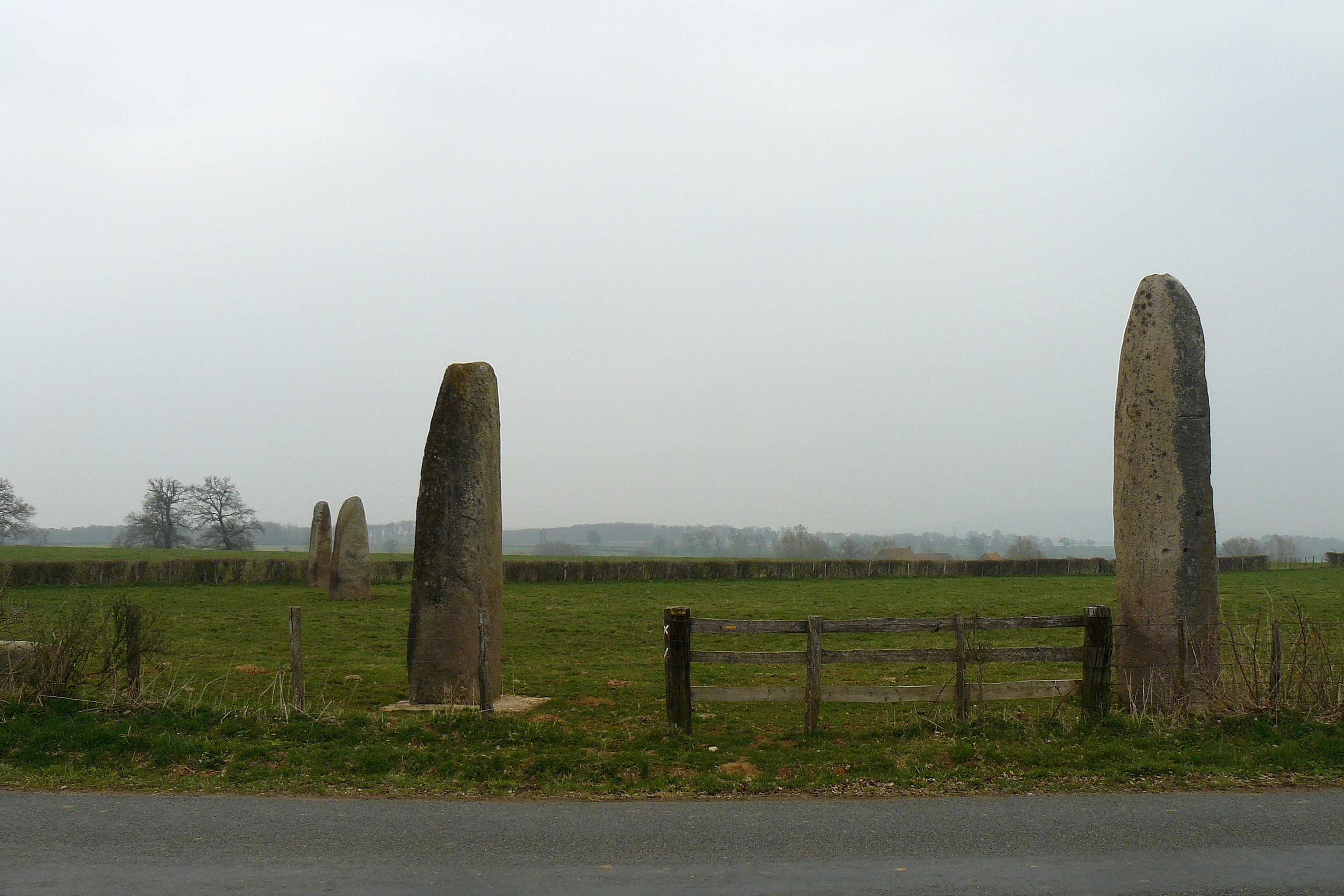
Les menhirs d'Époigny.
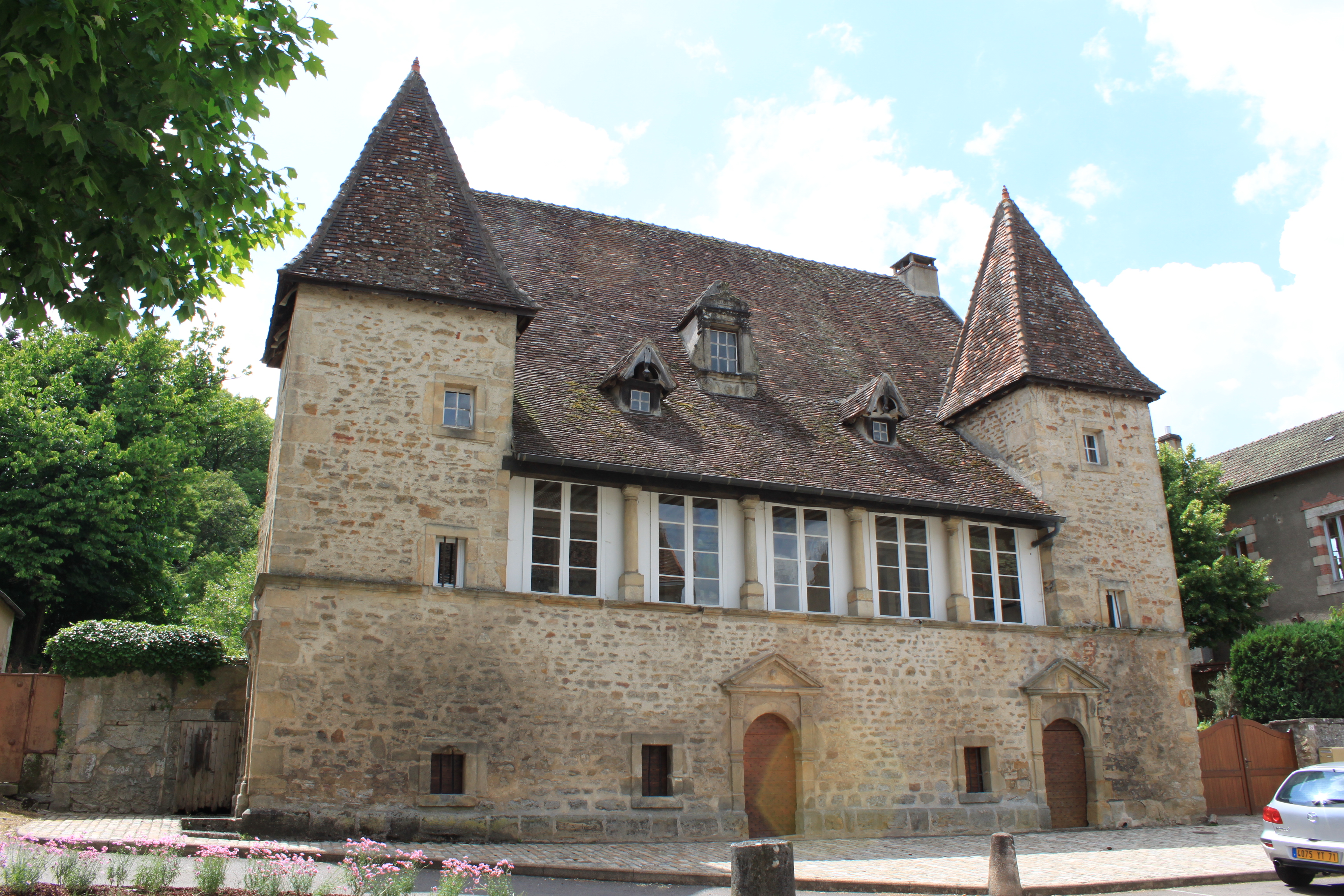
La maison des templiers.
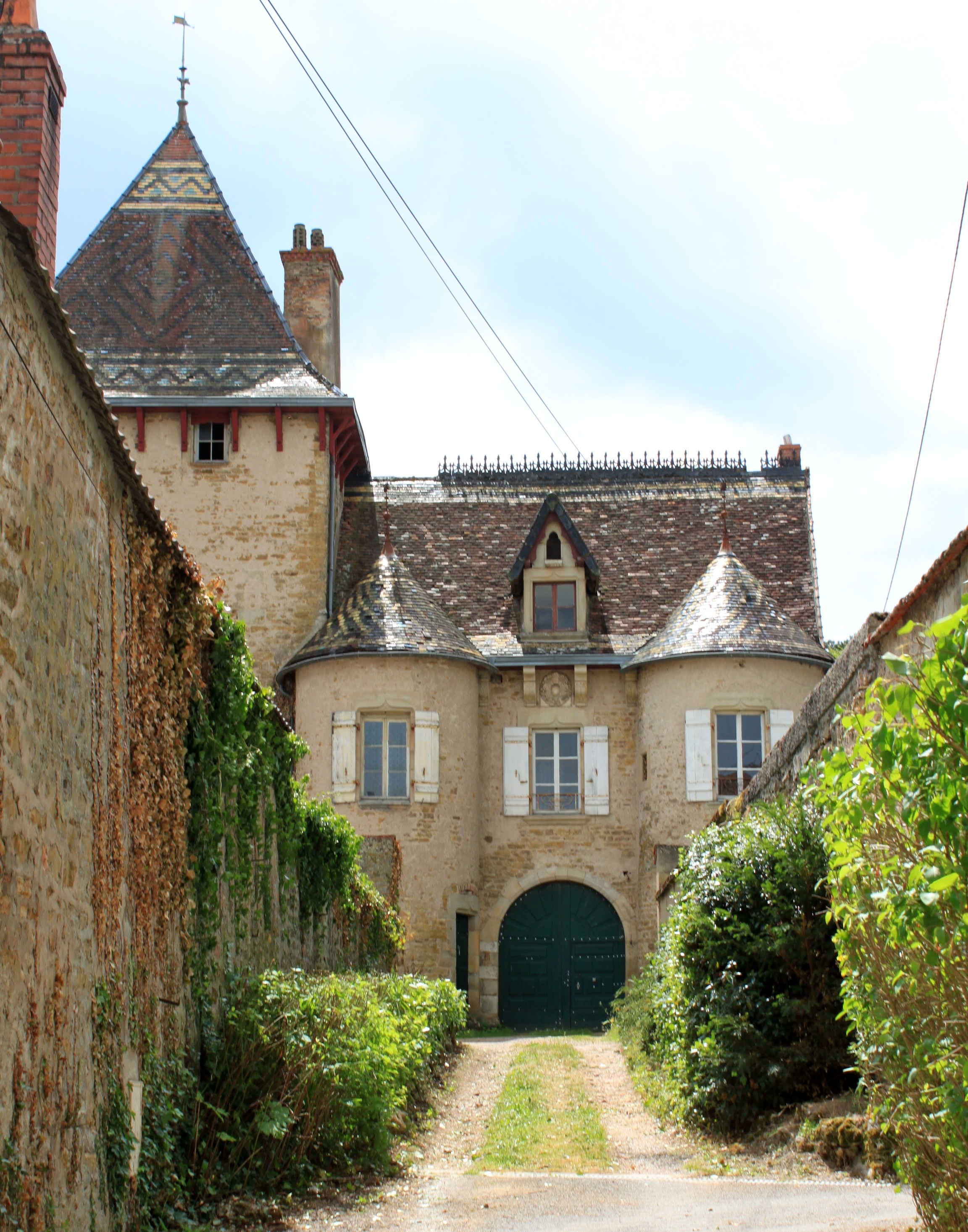
La tour Guérin.
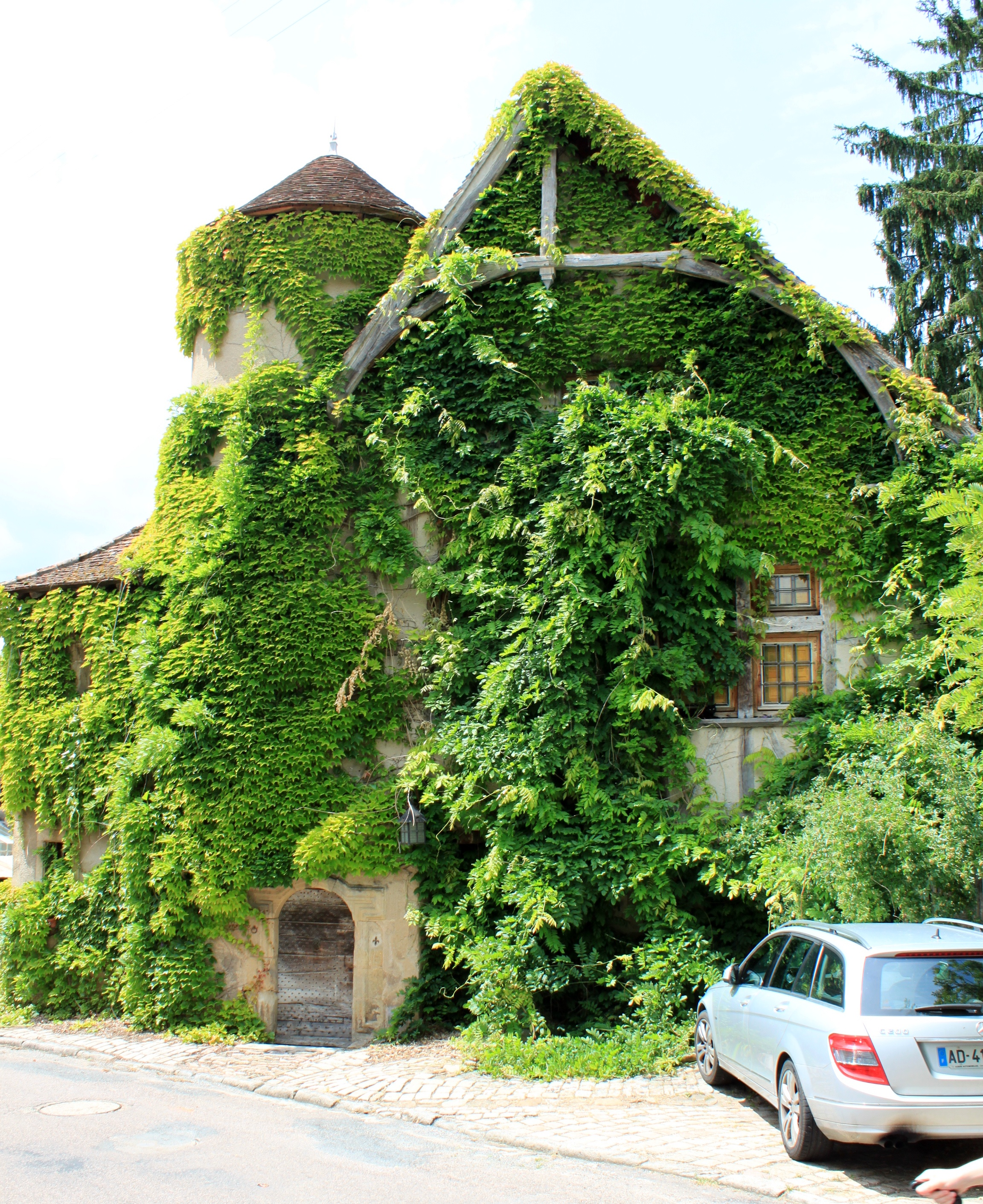
Le vieil hôpital.
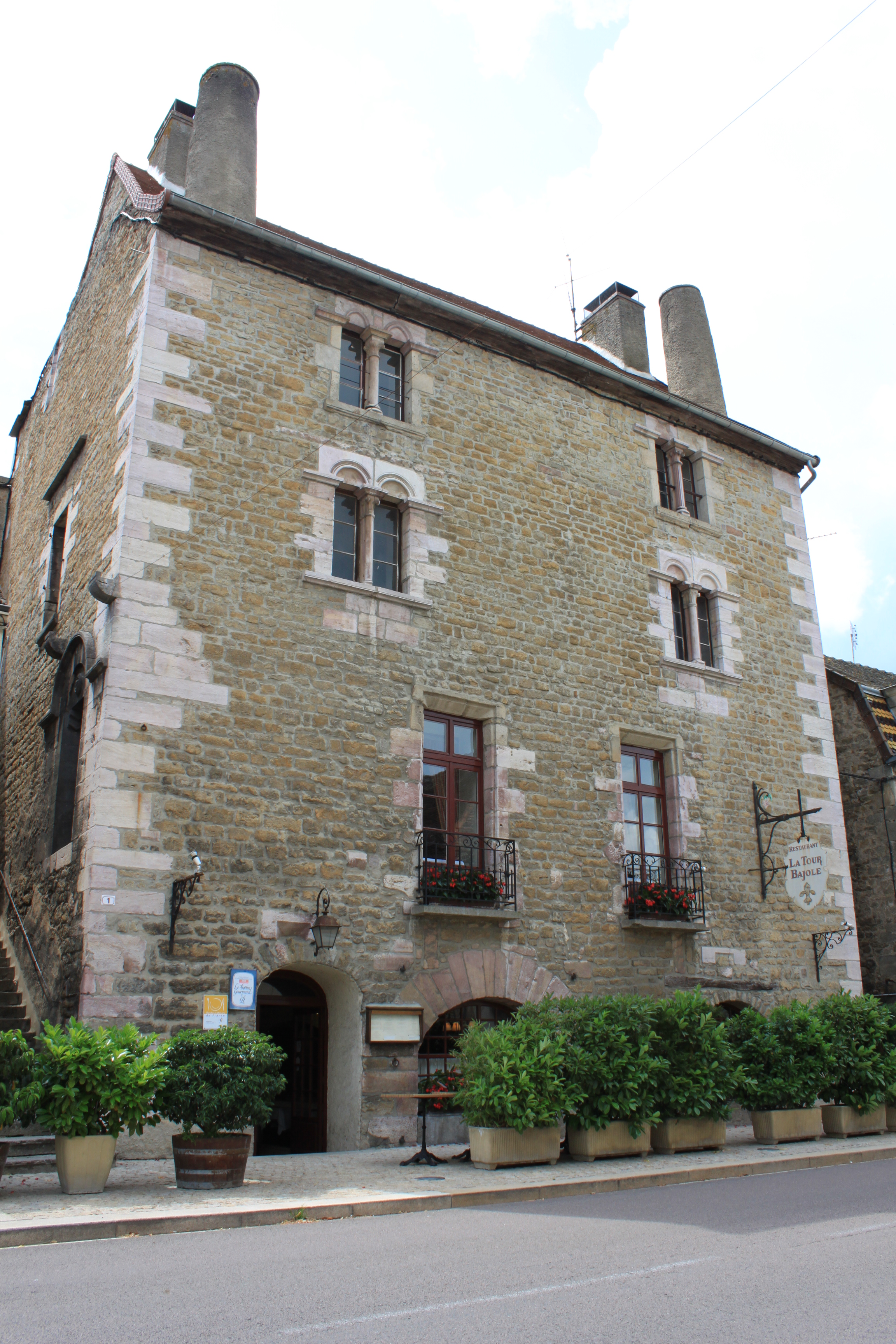
La tour Bajole.

### Personnalités liées à la commune
- Marguerite de Bourgogne, reine de France, fut répudiée pour adultère par le roi Louis X le Hutin et mourut en 1315 à Château-Gaillard. Selon une thèse défendue par les Couchois[réf. nécessaire], elle aurait en fait été recueillie par sa famille, avant de finir ses jours à Couches dans le plus grand secret. Le château construit au XIe siècle porte aujourd'hui le nom de « château de Marguerite de Bourgogne » ;
- Hugues de Digoine. Capitaine de Couches en 1483. Fils d'un seigneur de Mercurey. Époux de Nicole Garin. Ses fils Antoine et Philibert de Digoine, écuyers, vivent à Couches. La maison de Philibert fait face aux halles de la ville[34] ;
- Jehan Poullet. Issu du milieu marchand de Couches. Procureur d'office de la baronnie de Montcenis en 1590, il épouse en 1590 la fille de Jehan de Digoine sieur de Blaisy et de Dennevy. Il reprend la seigneurie de Blaisy à Saint-Mars-de-Vaux qui sera conservée par sa fille et sa petite-fille. Son frère Philibert est capitaine du châtel de Couches ;
- Ferdinand Guillemardet (1765-1809), né à Couches, ambassadeur en Espagne, puis préfet ;
- Jacques Martin[35] (1766-1833), médecin, homme politique, né et décédé à Couches, maire de Couches, député à la Chambre des Cent-Jours.
- Jean-François Landriot, futur archevêque de Reims, né à Couches le 9 janvier 1816 ;
- Martine de Béhague, comtesse de Béarn (1870-1939), donatrice du sanatorium de Mardor ;
- Albert Montmerot (1902-1942), peintre français y est mort ;
- Georges Vince, artiste mâconnais né à Bourgneuf-Val-d'Or le 19 mars 1921 et décédé à Mâcon le 8 septembre 2000, qui repose au cimetière de Couches[36] ;
- Louis Hon (1924-2008), joueur et entraîneur de football né à Couches-les-Mines en 1924 ;
- Michèle Lagrange, cantatrice, y est née en 1947 ;
- Le groupe a-ha y a tourné en novembre 1986 le vidéo-clip de la chanson "Cry Wolf" ;

### Héraldique
|  | Les armes de la commune se blasonnent ainsi : Écartelé au 1) d'azur semé de fleurs de lys d'or à la bordure componée d'argent et de gueules, au 2) bandé d'azur et d'or à la bordure de gueules, au 3) de gueules à la fleur de marguerite d'argent boutonnée d'or, au 4) d'azur à l'oiseau essorant contourné d'or. |

## Pour approfondir